# 캐슬바니아 III: 드라큘라의 저주
《캐슬바니아 III: 드라큘라의 저주》(Castlevania III: Dracula's Curse)는 코나미가 발매한 액션 플랫폼 게임이다. 패미컴으로 개발된 세번째이자 마지막 캐슬바니아 게임이다. 1편보다 몇 세기 앞선 시대를 무대로 트레버 C. 벨몬트의 활동을 다뤘다.
1989년 일본서 《악마성 전설》(悪魔城伝説)이라는 제목으로 먼저 발매됐으며, 북미와 유럽 지역에는 각각 1990년, 1992년에 출시됐다. 2002년에는 마이크로소프트 윈도우로 발매된 〈코나미 컬렉터즈 컬렉션〉에 수록됐고, 2008년에 닌텐도 기종 버추얼 콘솔로도 디지털 재발매됐다. 2019년에는 플레이스테이션 4, 엑스박스 원, 닌텐도 스위치 및 윈도우로 발매된 《캐슬바니아 애니버서리 컬렉션》에 포함됐다.
2017년 이 게임에 기반한 애니메이션이 넷플릭스를 통해 방영됐다.

## 줄거리
이야기의 무대는 1476년으로, 《캐슬바니아 I》의 프리퀄이다. 백 년마다 부활하는 드라큘라 백작의 군대가 유럽 곳곳을 침략하자, 왈라키아 공국의 카톨릭 교회는 이들을 막기 위해 이전에 파문시켰던 벨몬트 가문울 다시 불러들이게 됐다.

## 반응
일본 게임언론 패미통에서 40점 만점에 30점을 줬다. 북미 잡지 닌텐도 파워에선 패밀리 컴퓨터 최고의 게임 목록에서 전작들보다 특출나게 발전한 점을 들어 9위에 선정했다.

## 기타 매체
1991년에 방영됐던 애니메이션 《캡틴 N: 더 게임 마스터》의 에피소드 〈리턴 투 캐슬바니아〉는 이 게임에 기반했다.
2017년 2월, 이 게임을 바탕으로 한 애니메이션 《캐슬바니아》가 발표됐다. 본래 워런 엘리스가 쓴 2007년부터 진행됐던 캐슬바니아 영상화 대본에서 출발한 계획으로, 《티미의 못말리는 수호천사》 등을 제작했던 프레드레이터 스튜디오가 적화를 담당했고, 영화 프로듀서 아디 샨카가 감독을 맡았다. 2017년 7월 7일 네 개의 에피소드로 이뤄진 첫번째 시즌이 넷플릭스 독점으로 공개됐다. 두번째 시즌은 여덟 개의 에피소드로 구성됐으며, 2018년 8월 26일에 상영이 시작됐다.